# Georges d'Espagnat
Georges d'Espagnat, född 1870, död 1950, var en fransk målare och grafiker.
d'Espagnat framträdde från 1890-talet med genrebilder, porträtt och landskapsmålningar. Det dekorativa draget i d'Espagnats konst gjorde den lämplig för väggkompositioner och teaterdekorationer. I koloriten var han starkt påverkad av Auguste Renoir. d'Espagnat utgav även en serie träsnitt.

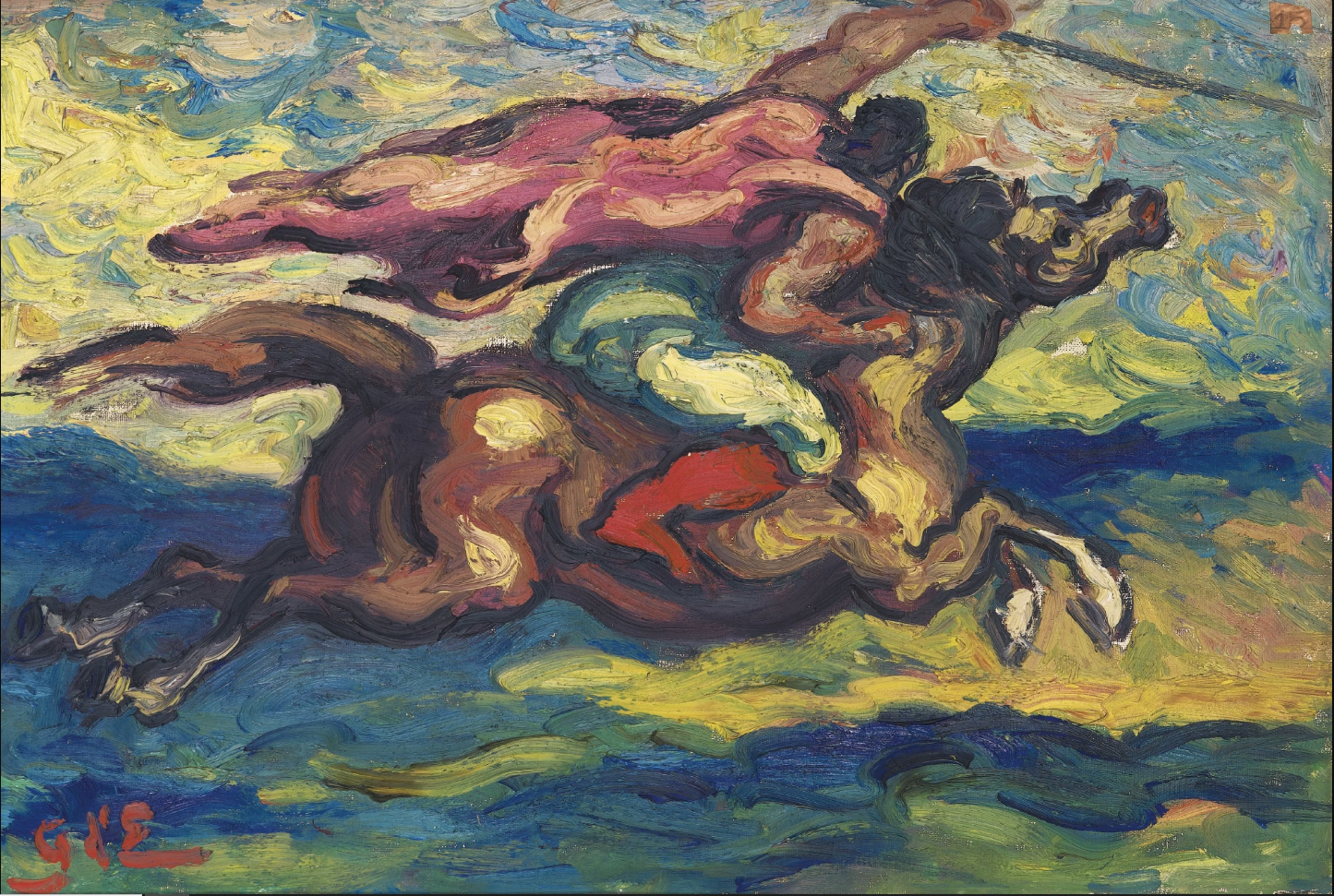
Cavalier (c.1895)
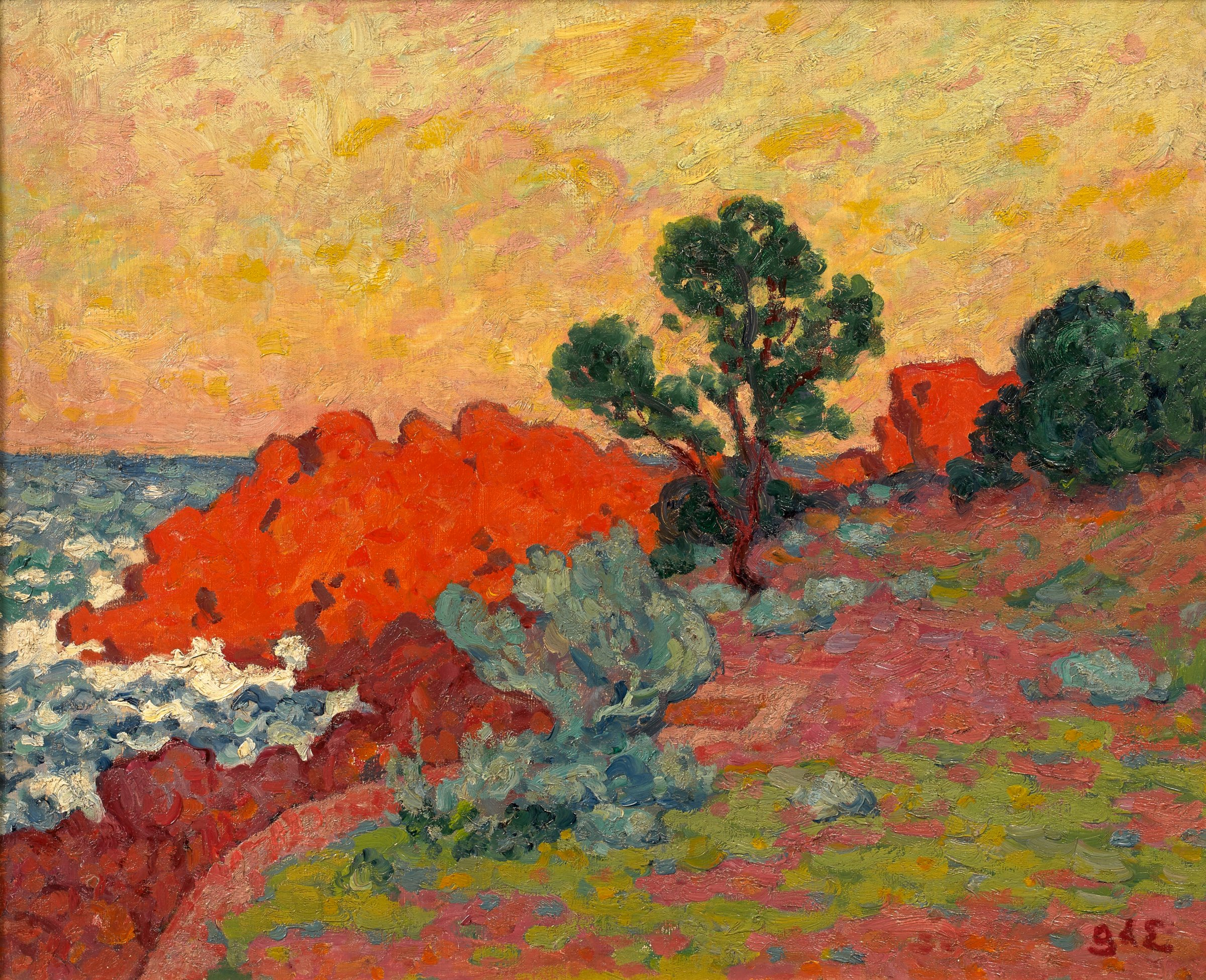
Les rochers rouges (c.1901)
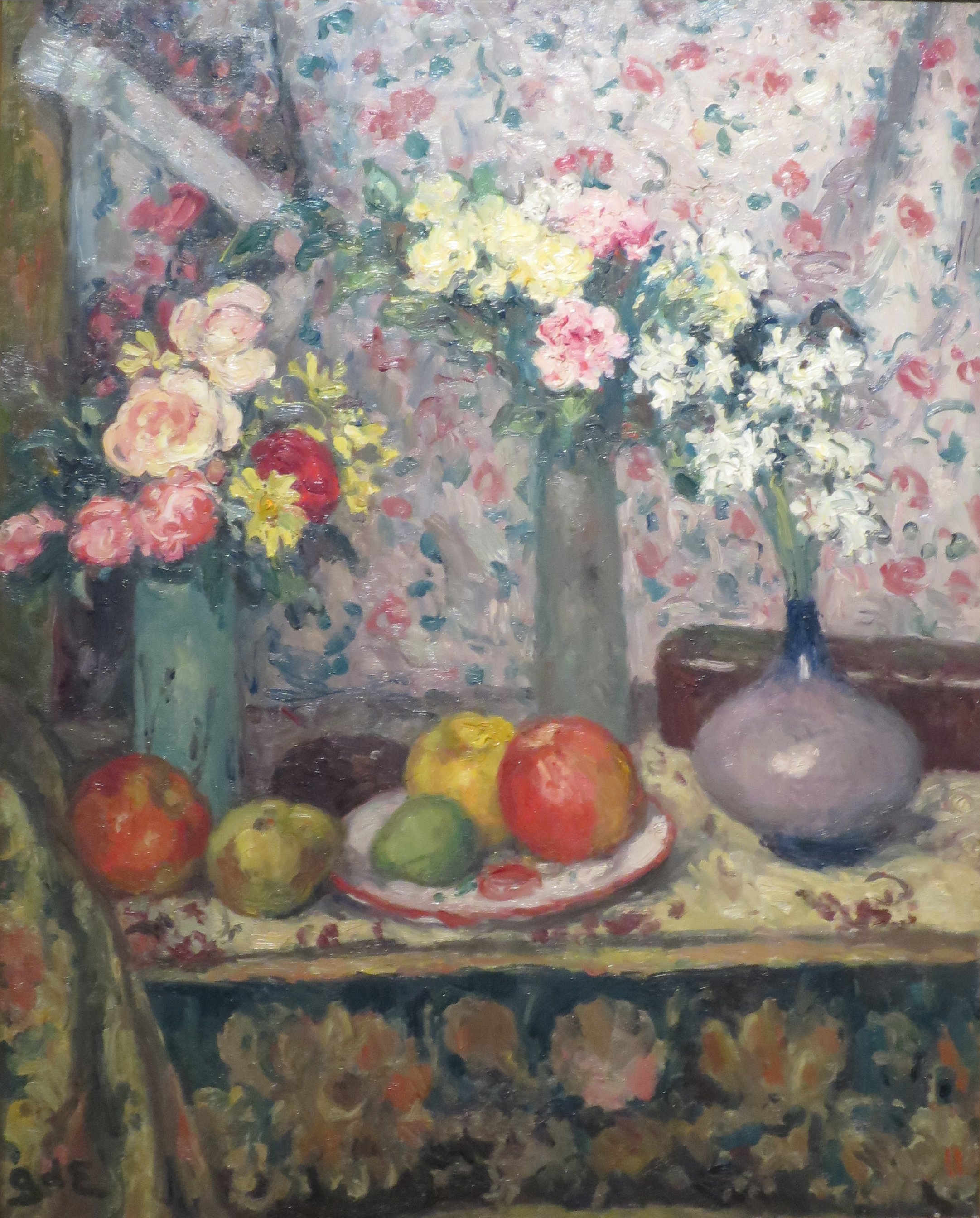
Fleurs et fruits (1907)
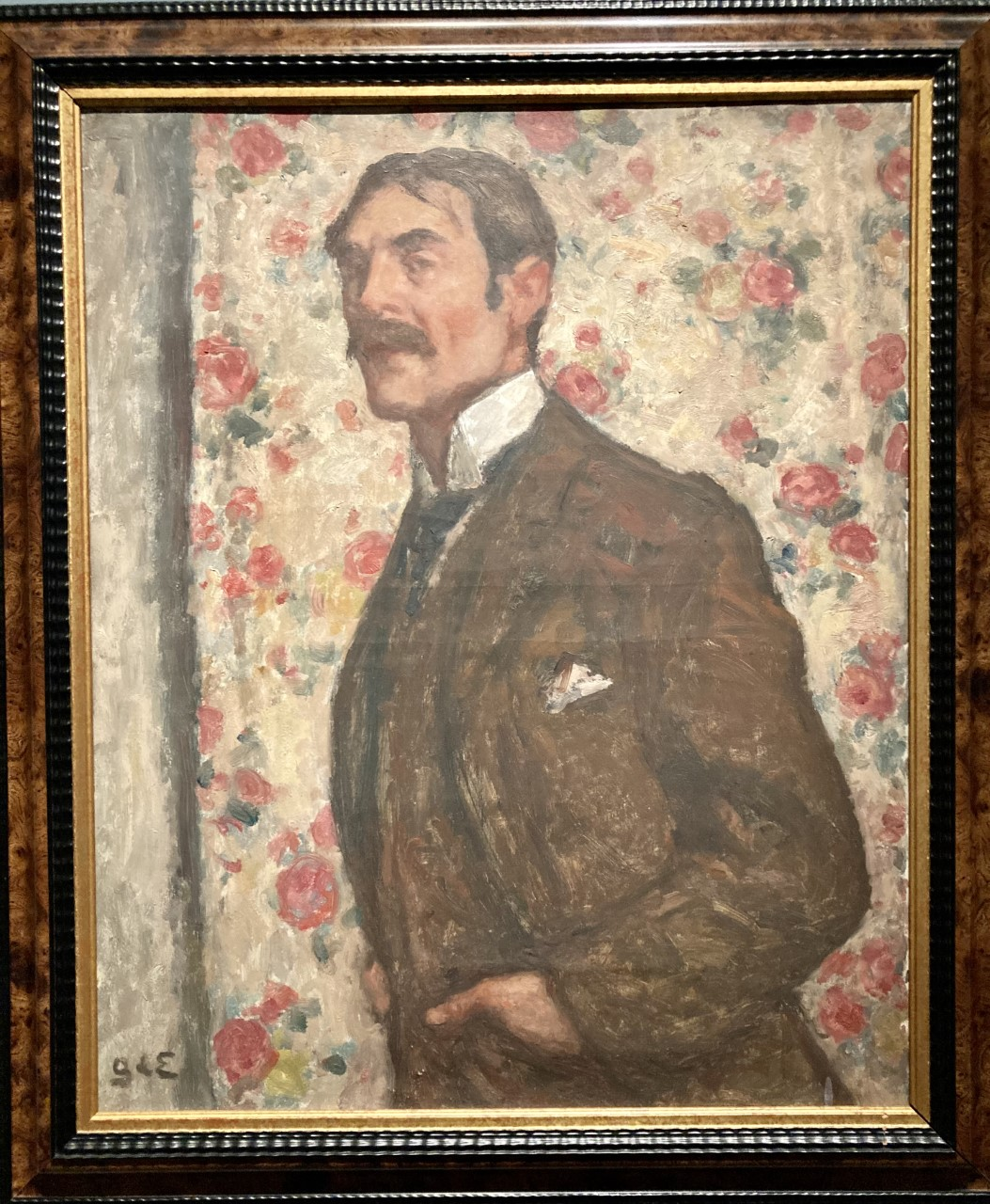
Paul Valéry (1910)
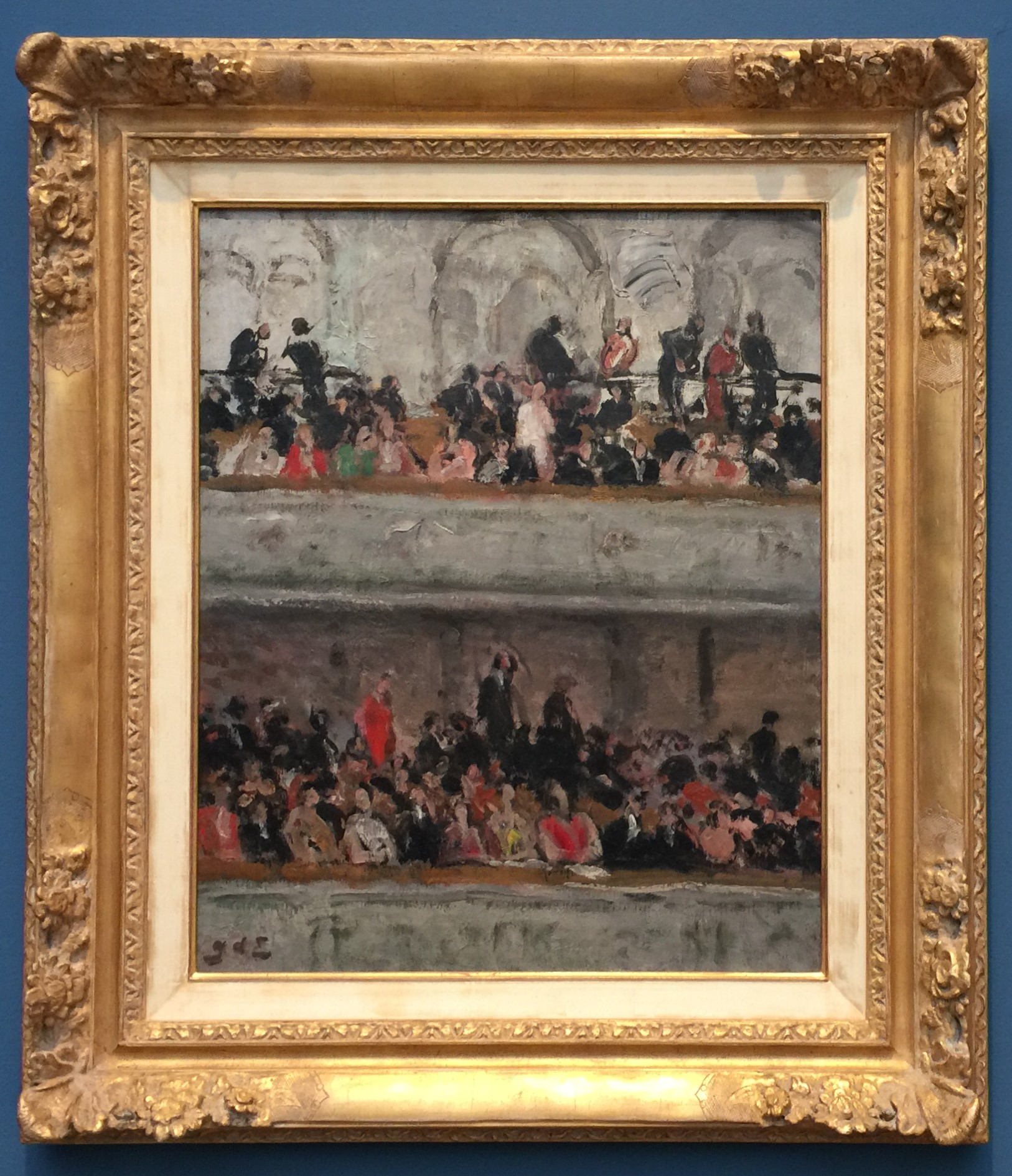
La Salle Gaveau (1930)